# José Ignacio Echeverría Echániz
José Ignacio Echeverría Echániz (Tànger, 8 de febrer de 1946) és un polític espanyol del Partit Popular. És l'actual president de l'Assemblea de Madrid.

## Biografia
Es va llicenciar en Dret i Administració i Direcció d'Empreses per l'ICADE. Posteriorment, va realitzar cursos de postgrau en Dret Marítim. Es va iniciar en la política espanyola, a través del Partit Popular en la dècada de 1980.

## Ajuntament de Madrid
Va ser regidor de l'Ajuntament de Madrid entre 1983 i 1987, quan el seu partit estava encara a l'oposició, mentre l'alcalde era Juan Barranco. El 1995, amb José María Álvarez del Manzano com a alcalde, accedeix al càrrec de Segon Tinent d'Alcalde, i entre 1996 i 1999 al de Primer Tinent d'Alcalde.

## Assemblea de Madrid
Va continuar en la vida política municipal fins que el 1999 va ser elegit diputat a l'Assemblea de Madrid, escó que va renovar en les eleccions de 2003 i 2007.

## Senat
Va ser senador per designació autonòmica, entre el 14 de setembre de 2005 i el 14 de gener de 2008.

## Govern de la Comunitat de Madrid
El 2008 entra a formar part del Govern de la Comunitat de Madrid, quan Esperanza Aguirre el designa per succeir Manuel Lamela al capdavant de la Conselleria de Transports i Infraestructures.
El 10 de març de 2011, sent conseller de Transports de la Comunitat de Madrid, es va equivocar a afirmar que el Metrobús - Abonament de deu viatges - "no existeix". Echeverría responia a una crítica del diputat socialista Modest Nolla, que havia criticat en el seu torn de paraula que la Comunitat de Madrid es negués a contribuir a la baixada del preu del transport col·lectiu en negar-se a rebaixar el "5% (del preu) del metrobús".
Quatre dies després, José Ignacio va presentar la seva dimissió posant el seu càrrec a disposició de la presidenta regional, Esperanza Aguirre, que va decidir mantenir-lo i li va mostrar el seu suport.
Des del 7 de juny de 2011 exerceix la funció de President de l'Assemblea de Madrid.